# Esther Master
Esther Master (* 11. September 1922 in Riga, Lettland; † 3. Dezember 2022 in Outremont, Montreal, Quebec) war eine kanadische Pianistin und Musikpädagogin.

## Leben
Master kam 1925 als Kind mit ihrer Familie nach Montreal, als ihr Vater, Moses Master, eine Stelle als Kantor an der Adath-Yeshurun-Synagoge in St. Urbain nahe Mount Royal erhielt.  Sie studierte dort Klavier bei Rose Goldblatt und am Konservatorium bei Jean Dansereau und Isidor Philipp. Weiteren Unterricht nahm sie 1945 in New York bei Robert Casadesus. Sie trat mit dem Montreal Symphony Orchestra unter der Leitung von Désiré Defauw auf, konzentrierte sich aber auf eine Laufbahn als Kammermusikerin und Klavierbegleiterin.
Mit Dorothy Morton bildete sie seit 1955 das Morton-Master-Duo, das u. a. Werke von Chopin, Infante, Schumann, Saint-Saëns und Ravel aufnahm. Das Duo spielte auch Uraufführungen von Werken der kanadischen Komponisten David Bach (Sessions II, 1982) und George Fiala (Concerto for Two Pianos).
Ab 1974 unterrichtete Master an der McGill University. 1985 gab sie Meisterklassen in China. Sowohl in China als auch in Kanada wirkte sie als Jurorin an Klavierwettbewerben mit.
Master starb 2022 im Alter von 100 Jahren. Sie war verwitwet von ihrem Ehemann Paul Berman, mit dem sie über 70 Jahre verheiratet war. Aus der Ehe stammten drei Kinder.